# Milton (Nouvelle-Zélande)
Milton est une ville de la région d’Otago, située dans l’Île du Sud de la Nouvelle-Zélande.

## Situation
Milton est une ville localisée sur le trajet de la route State Highway 1 à 50 kilomètres au sud de la ville de Dunedin dans la région d’Otago.
Elle se trouve dans la plaine inondable du fleuve Tokomairiro. 
Ce cours d’eau donne son nom à de nombreux éléments géographiques locaux, et notamment à la principale école de la ville : Tokomairiro High school.

## Population
C’est une ville de 2 000 habitants en 2006.

## Histoire
Fondée en tant que ville de meunerie en 1850, son nom a longtemps été discuté comme le nom de la ville elle-même et il est possible que le nom initial de la ville ait été Milltown, raccourcit par l’association avec le nom de John Milton poète du même nom.
Les rues de la ville ont été nommées ensuite en l’honneur de poètes anglais célèbres.  
Il est également aussi possible que le nom de Milton ait inspiré le choix de noms de poètes pour celui des rues.
Les origines de la ville de Milton ont été fortement influencées par la découverte d’or dans la région d’Otago par Gabriel Read (en) au niveau de la ville de Gabriel's Gully non loin de la ville actuelle de Lawrence.
Comme la ville de Milton se trouve tout près de la route la plus aisément accessible vers l’intérieur, elle a beaucoup grossi lors de la ruée vers l’or dans les années 1860 ; c’était une étape majeure pour les prospecteurs se rendant vers les champs aurifères.

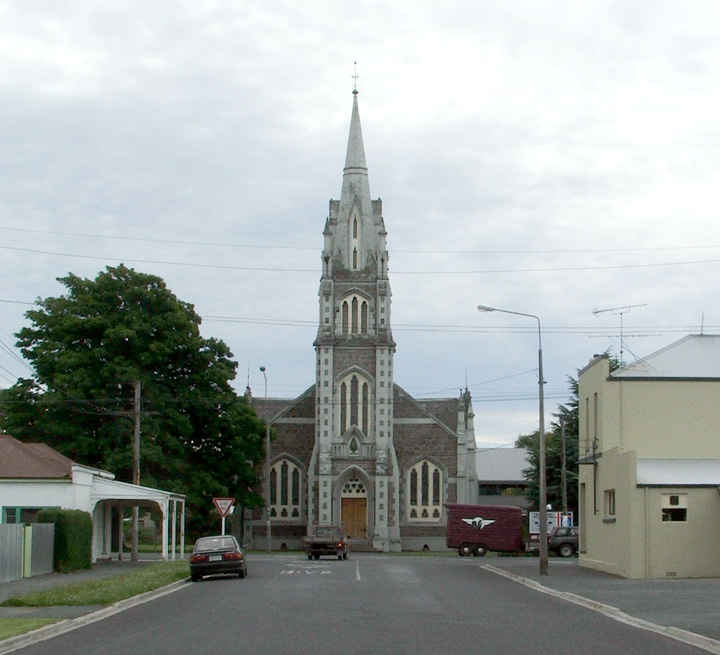
L’impressionnante église de Lawson dominant la vieille route de Fairfax (Tokoiti)

En fait, la ville a été initialement établie à Fairfax, une colonie nichée aux pieds des collines qui se trouvent au sud-est de la ville. Au fur et à mesure que la communication avec les gisements d'or de l’intérieur prenait de l’importance et que l’on souhaitait que la ville devienne une étape, elle s’est étendue sur les plaines autour de la rivière.
Une église gothique, l’église Presbytérienne (en) de Tokomairiro a été construite à cette époque par l’architecte Robert Lawson.
Au moment de sa construction, cette église était la plus haute construite dans l’hémisphère sud.
L’église est toujours le point de repère le plus évident de toute la ville et est visible à plusieurs kilomètres de distance à travers toute la plaine de Tokomairiro.
Elle est située au bout de la route principale route reliant Fairfax au sud de Dunedin jusqu’aux champs aurifères, formant une structure imposante dominant cette route.

## Activités économiques passées
Milton était une ville importante lors des débuts de la province d’Otago (en), beaucoup plus importante qu’elle ne l’est actuellement, principalement du fait de sa position sur le trajet vers les champs aurifères et aussi pour les moulins à laines de Bruce Woollen Mills, qui furent parmi les plus importantes usines de la province d’ Otago.
D’autres industries proéminentes comprenaient la Kiwi Bacon Factory, qui avait une branche à Milton jusqu’au début des années 1980.
L’importance de la ville pour les communications dans les premières années de la colonisation de la Nouvelle-Zélande est mise en évidence par le fait qu’elle fut l’un des deux premiers centres reliés par le téléphone à longue-distance avec une ligne pionnière installée entre Milton et Dunedin en février 1878.
Ce ne fut pas avant le XXe siècle, qu’elle fut dépassée par la ville maintenant considérablement plus importante de Balclutha.

## Poteries de Milton
Une des premières prétentions de la réputation de Milton était ses poteries, souvent regardées comme certaines des plus fines du pays.
L’argile est une ressource naturelle abondante dans le South Otago, et les poteries étaient l’employeur majeur du secteur à la fin du XIXe siècle à travers tout le sud de la région d’Otago et en particulier de la région du Southland.
Entre 1873 et 1915, de nombreuses entreprises de poteries fonctionnèrent dans le secteur de Milton, débutant avec William White et la Tokomairiro Steam Pottery Works, une entreprise de vie courte mais réputée comme ayant eu le premier four à céramique industriel de l’hémisphère Sud .
Les entreprises de Poteries de Milton furent sauvées en 1880 par l’ancien maire de Dunedin (1876) ‘Charles Stephen Reeves’ .
L’industrie de la poterie avait atteint son sommet dans les années 1880, avec, à cette époque, jusqu’à cinq fours en fonctionnement et plus de 40 équipes, qui étaient employées à la production de matériaux de construction : des briques et des tuiles, des céramiques sanitaires, telles que des lavabos et aussi des services de table pour l’usage domestique ou des pièces décoratives, des vases et des jarres.
Mais l’industrie dans Milton ne survécut pas à la diminution de la main d’œuvre durant la Première Guerre mondiale, bien que la poterie en tant qu’industrie, continua dans la région du Southland en particulier au niveau de la ville de Benhar près de la ville de Balclutha, qui était un centre majeur de production de lavabos et autres céramiques domestiques jusque dans les années 1990.

## Éducation
La ville était aussi importante de point de vue de l’éducation dans les débuts de la région d’Otago : la Tokomairiro School – maintenant divisée en Milton Primary School et Tokomairiro High School (en) – qui furent fondées en 1856, seulement huit ans après la fondation de la province elle-même et fut une des écoles pilotes de la province pendant de nombreuses années.

## Chemin de fer
Milton était connectée avec le réseau national de chemin de fer au début des années 1870, quand la Main South Line (en) fut construite à travers la ville.
En 1907, la ville devint une jonction du chemin de fer quand une extension de la Roxburgh Branch (en) fut construite le long du trajet de la Main South Line à partir de sa jonction originale à proximité de la ville de Clarksville et jusque dans la ville de Milton pour faciliter les opérations de fret.
En 1960, Milton perdit son statut quand l’extension fut retirée et la jonction de l’embranchement de Roxburgh Branch (en) ramené à Clarksville. La Main South Line passe elle, toujours à travers la ville.

## Ville moderne de Milton
Aujourd’hui, Milton est, après Balclutha, la seconde plus grande ville du South Otago. 
Elle forme un large bande de développement le long de la principale route, la route tate Highway 1 /S H 1, avec une extension vers le nord de la branche, au nord de la rivière au niveau de la banlieue de Helensbrook. 
L’ancienne ville de Fairfax est maintenant un village avec le nom maori de Tokoiti.

## Activité économique actuelle
La principale ressource économique de Milton est le fait d’être une ville de service pour la communauté agricole environnante, bien que la forêt soit aussi devenue une activité d’importance croissante.
C’est aussi le siège de la société des Transports Wilson, l’une des plus importantes sociétés, possédée localement, parmi les compagnies de transport de la région, et Calder Stewart, une des plus importantes métallerie dans la région d’Otago.
Le choix du site de l’installation d’une nouvelle prison sur le site agricole de Milburn située à deux kilomètres au nord de la ville de Milton, a récemment été controversé.

## The Kink(la boucle)
Dans Milton, il y a une anomalie inhabituelle du plan : la rue principale Union Street est toute droite sur plusieurs kilomètres quand elle traverse la plaine du fleuve Tokomairiro et la ville jusqu’à sa partie nord, où brutalement, elle fait une une grande courbe vers l’ouest apparemment inexpliquée (point nommé Heading north :  46° 07′ 00,08″ S, 169° 57′ 50,16″ E.
La raison de cette particularité est controversée.
Une idée largement acceptée, mais qui n’est pas la position officielle, prétend que la route fut conçue par deux géomètres, l’un se déplaçant vers le nord et l’autre vers le sud, chacun d’eux établissant la route de la droite de leur ligne de mesure.
Une autre explication serait que le changement du trajet fut conçu pour protéger un arbre important qui autrefois se tenait sur le site où se situe la courbe. 
Toutefois, pourquoi durant la période du plein développement des scieries, un simple arbre aurait dû être protégé et pourquoi la route ne serait-elle pas revenue à son alignement originel après avoir dépassé cet arbre ? : ce sont deux faits inexpliqués.

## Personnalités fameuses de Milton
- Frank Oliver : joueur de rugby des All Black
- Daryl Tuffey (en) : joueur de cricket
- Ken Bloxham (en) : joueur de rugby des All Black
- Samantha Hayes (en) : Présentateur de TV3, puis du show d’information Nightline
- Richard Pearse (en) : pionnier de l’aviation, qui vécut quelque temps à Milton.